# Raphaël Collin
Pour les articles homonymes, voir Collin.
Raphaël Collin, né le 18 juin 1850 à Paris 2e et mort le 19 octobre 1916 à Brionne, est un peintre et illustrateur français.
Proche du symbolisme et du naturalisme, son style est qualifié d’« académisme pleinairiste. »

## Biographie
Louis-Joseph-Raphaël est le fils de Nicolas-Pierre Collin (1820-1900), conservateur d'une des bibliothèques municipales de Paris, et peintre amateur qui expose au Salon de 1865 à 1870, et de Catherine de Mouzon (1820-1907). Raphaël a également une sœur cadette, Anne-Marie-Blanche, plus couramment Blanche Collin, qui naît quatre ans plus tard.
Il commence ses études au lycée Saint-Louis à Paris, pour y suivre notamment des cours de grec et de latin, mais pour des raisons qui sont encore inconnues, il retourne dans la région natale de ses parents, en Lorraine, pour intégrer le collège de Verdun. Au cours de sa scolarité, il fait notamment la connaissance de Jules Bastien-Lepage, avec qui il se lie d'amitié ; les deux amis sont inscrits dans la classe de dessin du professeur Fouquet. Les cours de dessin lui permettent, en 1868, d'intégrer l'atelier de William Bouguereau. Il est par la suite reçu à l'École des beaux-arts de Paris et intègre l'atelier d'Alexandre Cabanel, il y fait la rencontre de nombreux artistes qui connaîtront la célébrité, comme Fernand Cormon, Carolus-Duran, Aimé Morot, Henri Gervex et Benjamin-Constant ; il retrouve également son ami, Bastien-Lepage.
Raphaël Collin est un élève exemplaire. Son assiduité et la qualité de ses travaux lui permettent de poser sa candidature pour le « concours de médaille », qui consiste à réaliser des études d'après modèles vivants. Le "concours de médaille" est un passage obligé pour toute personne qui souhaite concourir au Prix de Rome. Entre 1869 et 1871, Collin participe à ce concours à trois reprises, il obtient une troisième médaille en 1869, une deuxième médaille en 1870 et une seconde deuxième médaille en 1871. Malgré ses trois tentatives, cela reste insuffisant pour concourir au Prix de Rome.
Mais ce dernier échec n’entrave aucunement ses ambitions et sa carrière de peintre : il reçoit, la même année (en 1871), une prestigieuse commande d'une copie de la Sainte-Famille de Bonifazio, pour la somme de 800 francs, qui est envoyée à l'église de Saint-Vincent de Tyrosse.
Peintre de genre, de nu, de portrait, de composition décorative, Collin réalise des illustrations. Il expose à partir de 1873 au Salon, où on lui décerne plusieurs prix. En 1880, il achète une propriété à Fontenay-aux-Roses, ruelle des Marinières, dans le jardin de laquelle il fait poser ses modèles. Puis il s'installe rue des Châtaigniers (d), à hauteur de l'immeuble de « La Résidence du peintre », y cultivant orchidées, lys, pivoines et de nombreuses plantes d'origine japonaise.
De 1872 à 1889, il collabore avec Théodore Deck à la réalisation de faïences décoratives. Il est également grand collectionneur de terres cuites antiques, de grès et poteries du Japon. La constitution de cette collection de céramiques en provenance d'Extrême-Orient (Chine, Corée et Japon) commence très certainement depuis sa rencontre avec le marchand d'art Hayashi Tadamasa en 1884. L'historien Atsushi Miura note qu'il n'est pas impossible que l'artiste découvre les œuvres et céramiques japonaises avant cette date, notamment au sein de l'atelier de Théodore Deck, puis au cours de l'Exposition Universelle de 1878, au sein de la section japonaise.
Parmi ses peintures décoratives, on remarque le plafond pour le petit foyer du théâtre de l'Odéon, et un plafond en rotonde pour l'Opéra-Comique à Paris.
Il est élu membre de l'Académie des beaux-arts en 1909, à la section peinture, au fauteuil d'Ernest Hébert. En 1911, il est nommé professeur chef d'atelier à l'École des beaux-arts de Paris en remplacement de Luc-Olivier Merson, y comptant Florimond Météreau et Germain Raingo-Pelouse parmi ses élèves les plus connus.[réf. souhaitée].
Raphaël Collin meurt le 19 octobre 1916 à Brionne. Ses obsèques furent célébrées le 24 octobre 1916 à Paris et il est inhumé dans le cimetière de Fontenay-aux-Roses avec ses parents et sa sœur Blanche. Sa tombe est ornée d'une statue.
Blanche Collin meurt l'année suivante, en 1917. Avant son décès, elle désigne Maurice-Sébastien Laurent, ancien élève de son frère Raphaël, comme le légataire universel de la famille Collin. 
Sa collection de céramiques japonaises pour la cérémonie du thé a été acquise en 1917 par le musée des Beaux-Arts de Lyon.

## Œuvres

### Œuvres dans les collections publiques
France
- Alençon, musée des beaux-arts et de la dentelle : 
  - Daphnis et Chloé, 1877, huile sur toile, 205 × 125 cm.
- Arras, musée des beaux-arts : 
  - Floréal, 1886, huile sur toile, 110 × 185 cm, nº inv. RF 468.
  - Portrait de jeune fille (Mademoiselle Colaço Osario Gabrielle, femme d'Anatole de Monzie), 1900, huile sur toile, 81,50 × 65,20 cm, Musée des Beaux-Arts d'Arras, France, RF 2665.
- Belfort, musée d'art et d'histoire : 
  - La Musique, Salon de 1880, huile sur toile et fond d'or, 253 × 172 cm, Musée d'art et d'histoire de Belfort, France. Panneau décoratif destiné initialement au foyer du théâtre municipal de Belfort.
  - La Danse, Salon de 1881, huile sur toile et fond d'or, 253 × 172 cm, Musée d'art et d'histoire de Belfort, France. Panneau décoratif destiné initialement au foyer du théâtre municipal de Belfort.
- Brest, musée des beaux-arts : 
  - Portrait de madame Dreyfus, 1891, huile sur toile, 188 × 132 cm[b].
- Fontenay-aux-Roses, Mairie, Salle du conseil : 
  - Panneau décoratif, vers 1912, œuvre détruite en 1979.
- Paris :
  - Fonds municipal d'art contemporain de la Ville de Paris : 
    - Portrait de Madame Blondeau, 1891, huile sur toile, 205 × 107 cm.
    - Solitude, 1901.

  - Hôtel de ville, Salon des Lettres : 
    - La Poésie, 1890-1893, panneau décoratif.

  - Musée d'Orsay :
    - Portrait de Madame Jean-Georges Müntz, 1879, huile sur toile, 131 × 92 cm, nº  inv. RF 1977 108.
    - Innocentia, s.d., huile sur toile, 27,3 × 19,5 cm, S.b.g. : R. Collin, inscrit dans un phylactère :"Innocentia", nº inv. INV 20634. Don Mlle Gilberte Joseph-Dreyfus, 1973.

  - Musée Rodin : 
    - Intimité (femme nue dans un intérieur), 1897.
    - Le Printemps (ou esquisse pour l'Idylle de 1903), huile sur toile, crayon, 46 × 75 cm.

  - Opéra-Comique : 
    - Les Harmonies de la nature inspirent le compositeur, 1898-1900, plafond.

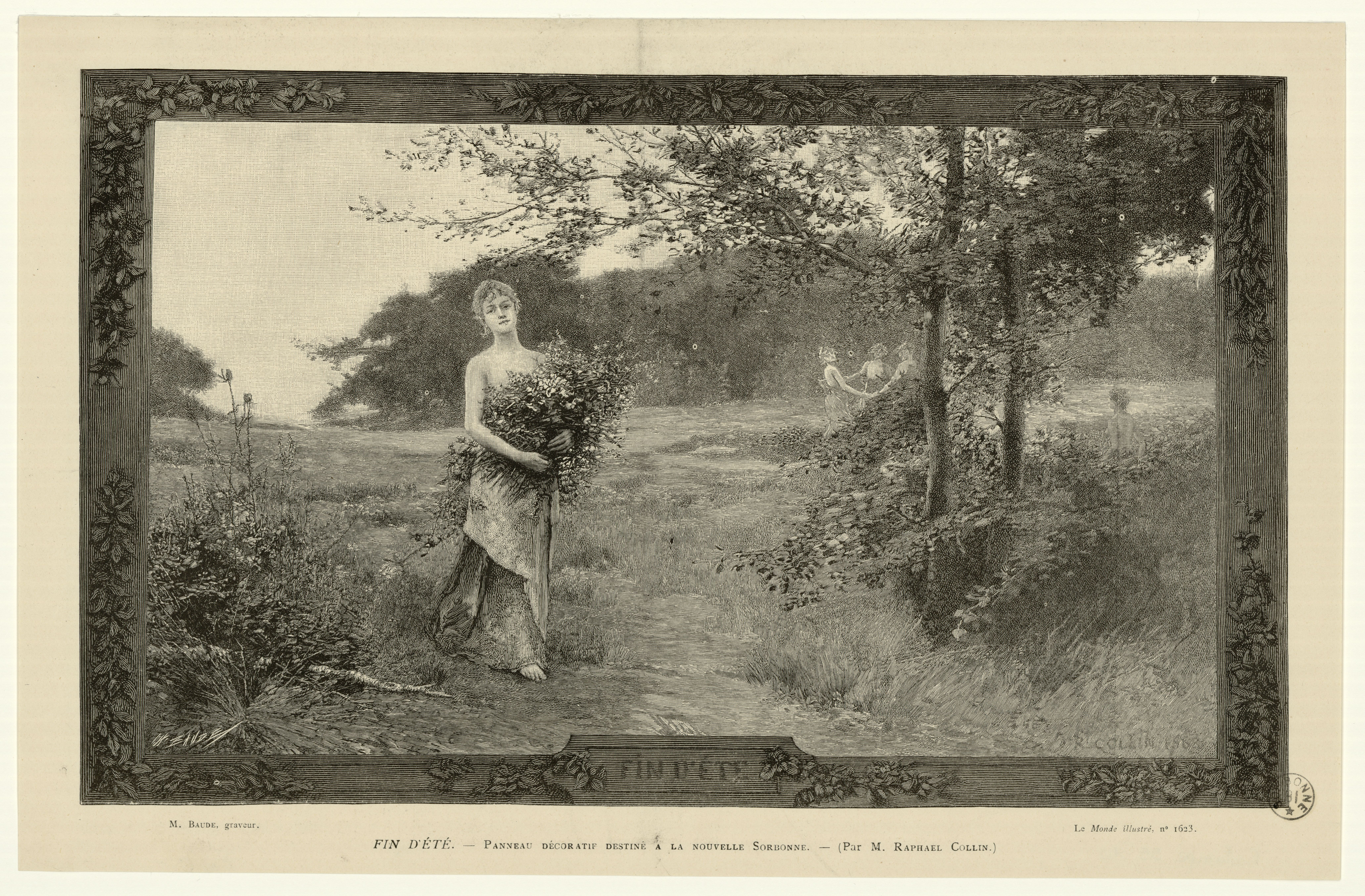
Charles Baude et Louis-Joseph-Raphaël Collin, Fin d'été (1888), panneau décoratif en Sorbonne (Bibliothèque interuniversitaire de la Sorbonne, NuBIS).

  - Charles Baude et Louis-Joseph-Raphaël Collin, Fin d'été (1888), panneau décoratif en Sorbonne (Bibliothèque interuniversitaire de la Sorbonne, NuBIS).Sorbonne : Fin d'Été, 1886-1888, panneau décoratif pour la salle à manger de l'appartement du recteur.
  - Théâtre de l'Odéon : 
    - La Renommée, 1892-1894, plafond pour un petit foyer.
- Rouen, musée des beaux-arts : 
  - Sommeil, 1873, huile sur toile, 119,4 × 202,5 cm, S.D.b.g. : R. COLLIN 1873., nº  inv. D 874.12
- Sèvres, musée national de la céramique :
  - Buste de jeune femme (plat décoratif, décor de Raphaël Collin et faïence de Théodore Deck), circa 1878, fond d'or, peinture à huile, faïence, Diam.: 60 cm. nº inv. MNC 7453.
- Toulon, musée d'art : 
  - Portrait de Mademoiselle Rossolin, 1889, Salon de 1890, huile sur toile, 148 × 97 cm, Don Strausz de Berly, 1934, Inv. 979.9.166.

Japon
- Chiba, musée préfectoral : 
  - Idylle, 1903, huile sur toile, 57,1 × 237 cm, S.D.b.g. : R. COLLIN -1903-
  - Méditation, 1904
- Fukuoka, musée de la ville :
  - Au bord de la mer, 1892
  - Jeune Fille, 1894.
- Matsue, musée d'art de la préfecture de Shimane : 
  - Portrait de la jeune Élise G***, 1885, huile sur toile, 130 × 90,5 cm, S.D.b.d. : R COLLIN 1885. Œuvre exposée au Salon de 1885 puis présentée à l'Exposition universelle de 1889, à Paris, nº 332.
- Tokyo, université des beaux-arts et de la musique :
  - Idylle, 1882
  - Autoportrait, 1882.

Suède
- Göteborg, musée des beaux-arts : 
  - L'Été, 1884, huile sur toile, 312 × 413 cm.

### Faïences
- Buste de jeune femme (plat décoratif, décor de Raphaël Collin et faïence de Théodore Deck), circa 1878, fond d'or, peinture à huile, faïence, Diam.: 60 cm, Musée national de la céramique de Sèvres, France, nº inv. MNC 7453. Présentation à l'Exposition universelle de 1878, Paris.
- Plat décoratif  (faïence de Théodore Deck, portrait de Raphaël Collin), entre 1872 et 1889, diam.: 29,6 cm, faïence, Rijksmuseum, Amsterdam, Pays-Bas.

### Illustrations
- Longus, Daphnis et Chloé, gravé par Champollion, Paris, H. Launette et G. Boudet, 1890.
- Pierre Louÿs, Chansons de Bilitis, Paris, Ferroud, 1906.
- Pierre Louÿs, Aphrodite, gravé par Ernest Florian, Paris, Ferroud, 1909 (lire en ligne sur Gallica).

## Salons[c]
Remarque : L'année d'exposition au Salon ne signifie pas nécessairement qu'il s'agit également de son année de création. 
Ex : L'œuvre Jeune fille, exposée au Salon de 1895 (nº 459) porte la signature et la date : "R. COLLIN. 1894".
- 1873 : Sommeil (seconde médaille)
- 1874 : Vénitienne
- 1874 : Jeune fille de Bâle (XVIe siècle)
- 1875 : Idylle
- 1877 : Daphnis et Chloé.
- 1877 : Portrait de Mlle S…
- 1878 : Portrait de M. C… (Portrait de son père Monsieur Nicolas-Pierre Collin)
- 1878 : Portrait de M. G…
- 1879 : Portrait de M. S. H… (Portrait de Monsieur Simon Hayem)
- 1879 : Portrait de Mme M… (Portrait de Mme Jean-Georges Müntz)
- 1880 : La Musique (panneau décoratif pour le foyer du théâtre de Belfort)
- 1880 : Portrait de Mlle… (Portrait de Mademoiselle Blanche Collin, sa soeur)
- 1881 : La Danse (panneau décoratif pour le foyer du théâtre de Belfort)
- 1881 : Portrait de M. G…
- 1882 : Idylle
- 1882 : Portrait de Mademoiselle Salla, de l'Académie Nationale de musique
- 1883 : Portrait de Mlle B…
- 1883 : Portrait de mon ami B…
- 1884 : L'Été.
- 1884 : Portrait de M. Ch. Hérisson, Ministre du commerce
- 1885 : Portrait de la jeune Elise G…
- 1886 : Floréal
- 1886 : Portraits de Georges et Suzanne
- 1887 : Chrysanthèmes
- 1887 : Portrait de Mme P…
- 1888 : Fin d'été (panneau décoratif pour la salle à manger du recteur de la Sorbonne)
- 1889 : Jeunesse
- 1889 : Le Matin
- 1890 : Adolescence
- 1890 : Portrait de Mademoiselle R… (Portrait de Mademoiselle Rossolin)
- 1891 : Décor de plafond destiné au foyer du théâtre de l'Odéon
- 1891 : Portrait de Madame J. D… (Portrait de Madame Dreyfus)
- 1892 : Au bord de la mer
- 1892 : Portrait de Madame…
- 1893 : Printemps
- 1893 : La Poésie (Panneau décoratif)
- 1893 : Sommeil
- 1894 : Éveil
- 1894 : Primerose
- 1895 : A la croisée
- 1895 : Jeune fille
- 1895 : Plafond
- 1896 : Anémone des bois
- 1896 : Coin de Jardin
- 1896 : Idylle
- 1897 : Biblis
- 1897 : Intimité
- 1898 : En été
- 1898 : Les harmonies de la nature inspirent le compositeur
- 1899 : À la campagne
- 1902 : Féline
- 1902 : Solitude
- 1903 : Contemplation
- 1903 : Quiétude
- 1904 : Portrait de Maurice G…
- 1904 : Silence
- 1905 : Évocation païenne
- 1907 : Le Bain (illustr. pour Les Chansons de Bilitis)
- 1907 : Les Noces (illustr. pour Les Chansons de Bilitis)
- 1907 : Portrait de M. Pierre Meyer
- 1908 : Fragment du plafond destiné à la salle des Fêtes de la préfecture de la Haute-Vienne
- 1908 : La danseuse aux crotales (illustr. pour Les Chansons de Bilitis)
- 1908 : Volupté (illustr. pour Les Chansons de Bilitis)
- 1913 : Nonchalance

## Expositions
- Exposition universelle de 1878 à Paris : faïences pour Théodore Deck.
- Exposition universelle de 1879 à Sydney, première médaille.
- Exposition universelle de 1889 à Paris, grand prix.

## Galerie

Œuvres de Raphaël Collin
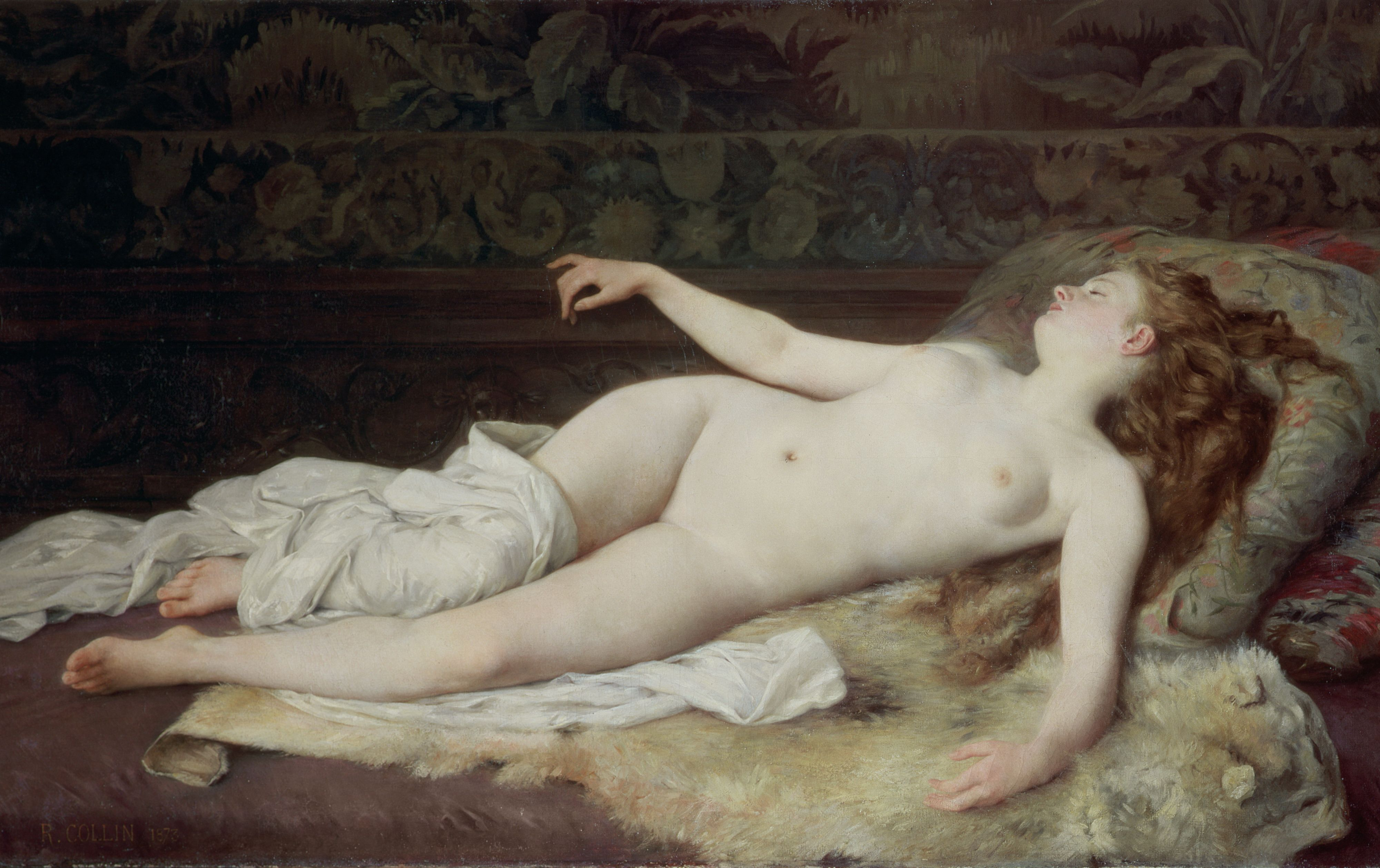
Sommeil, Salon de 1873, huile sur toile, 119,50 × 202,50 cm, Musée des Beaux-arts de Rouen, France, nº  inv. D 874.12.
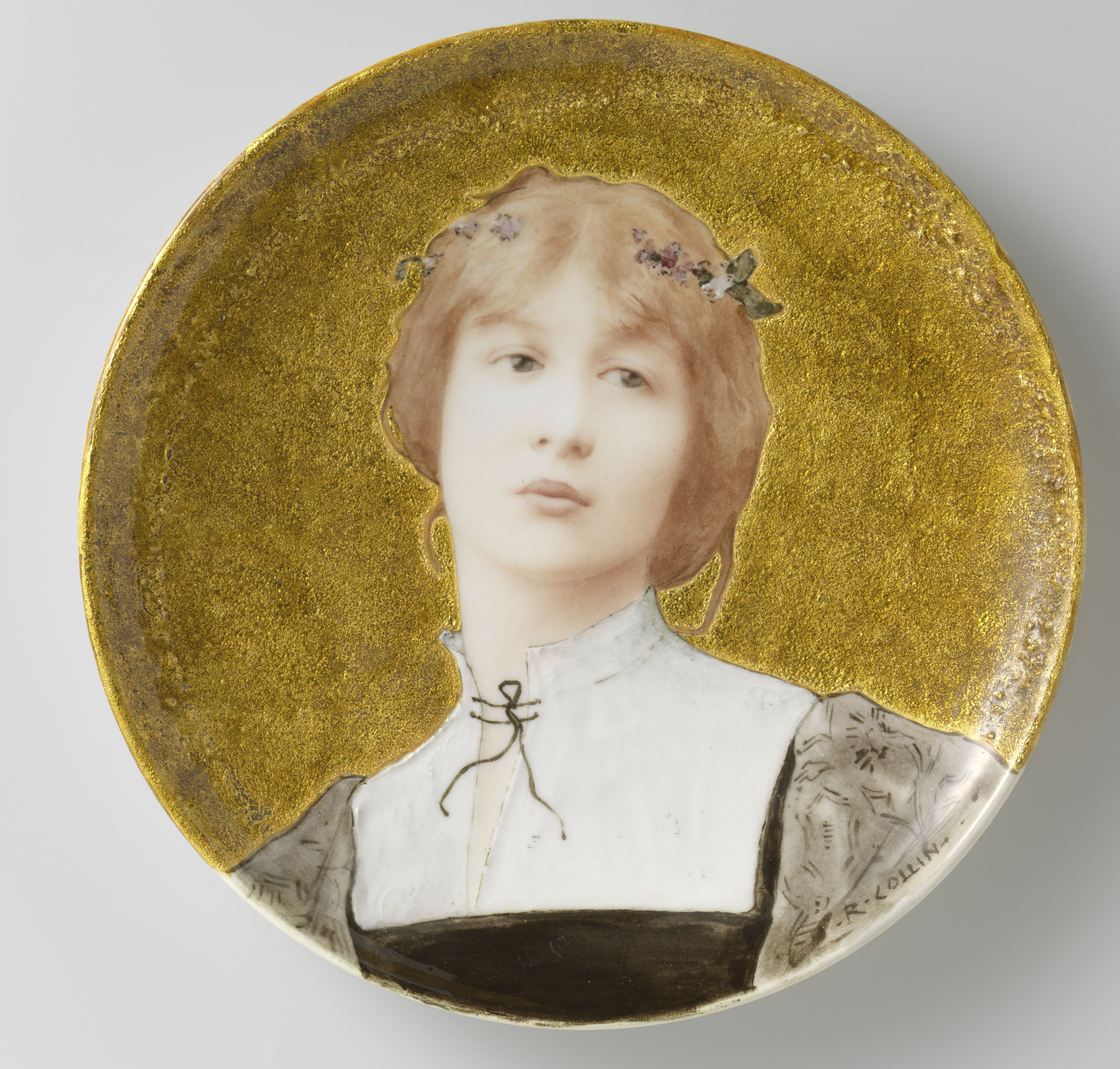
Plat décoratif avec le portrait d'une dame (faïence de Théodore Deck, portrait de Raphaël Collin), entre 1872 et 1889, diam.: 29,6 cm, faïence, Rijksmuseum, Amsterdam, Pays-Bas.
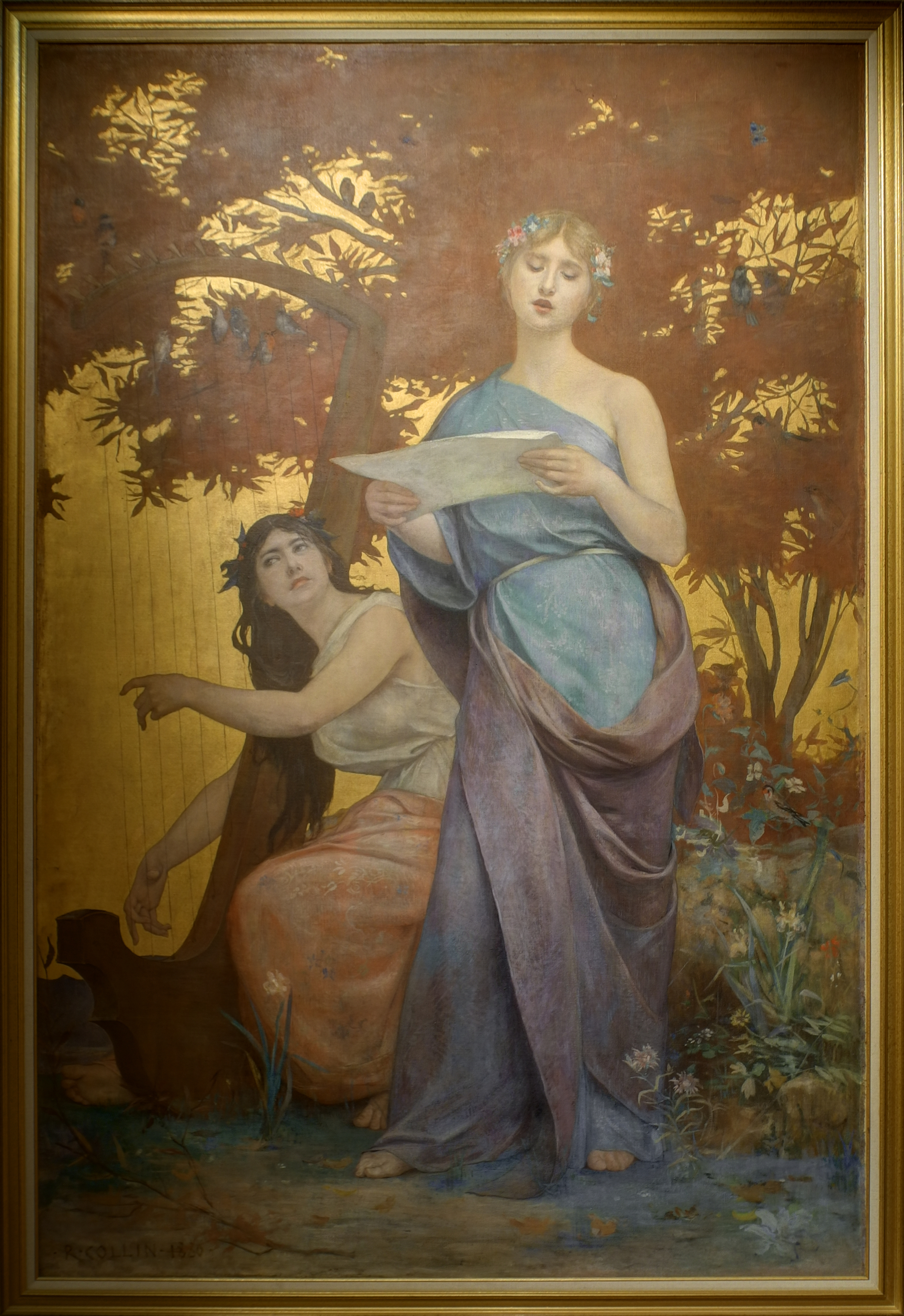
La Musique, 1880, 253 × 172 cm, huile sur toile et fond d'or, musée des Beaux-Arts de Belfort. Photo : Thomas Bresson.
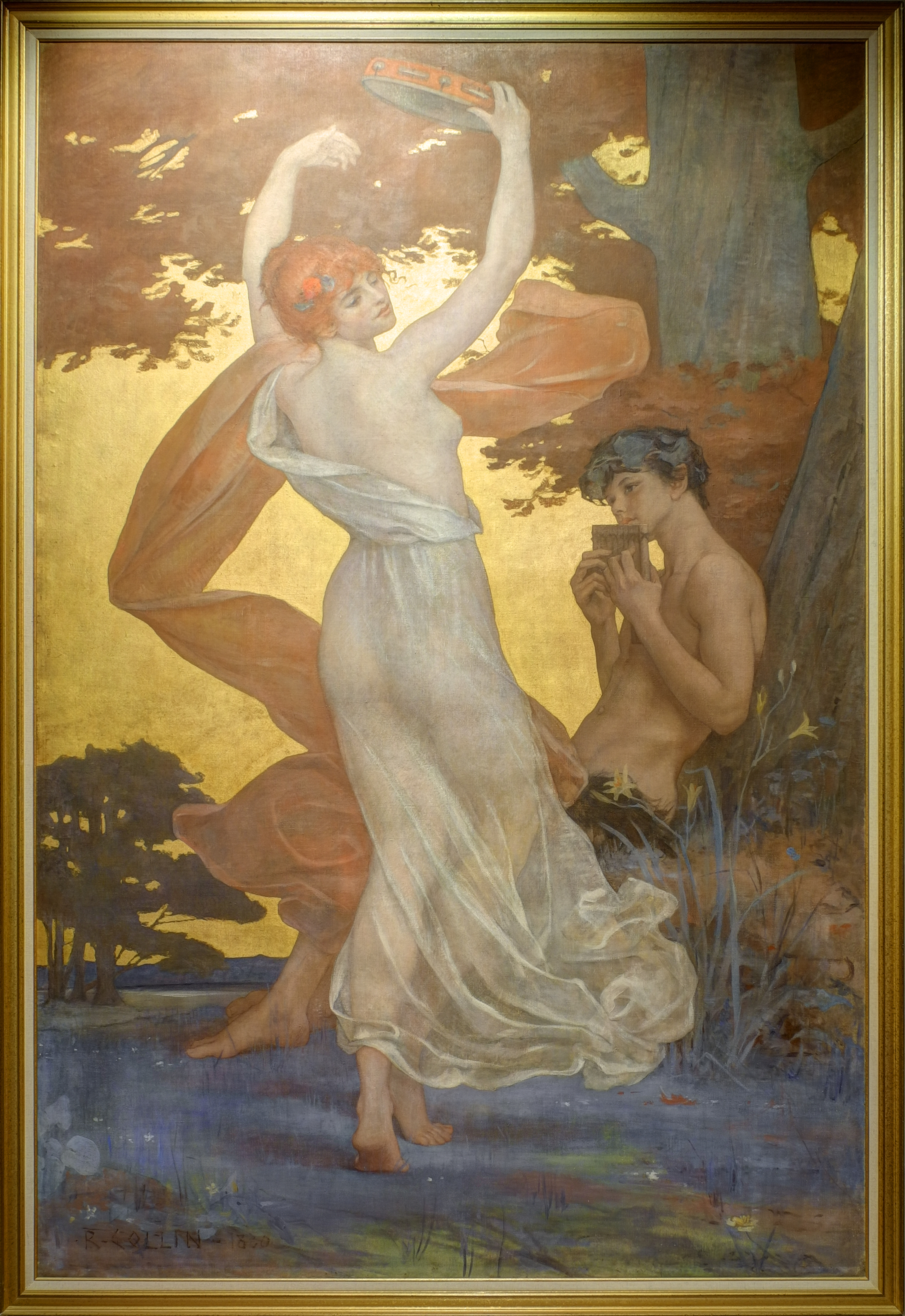
La Danse, Salon de 1881, huile sur toile, 253 × 172 cm; Musée d'art et d'histoire, Belfort, France. Photo : Thomas Bresson
L'Été, Salon de 1884, huile sur toile, 312 × 413 cm, Göteborg Konstmuseum, Göteborg, Suède.
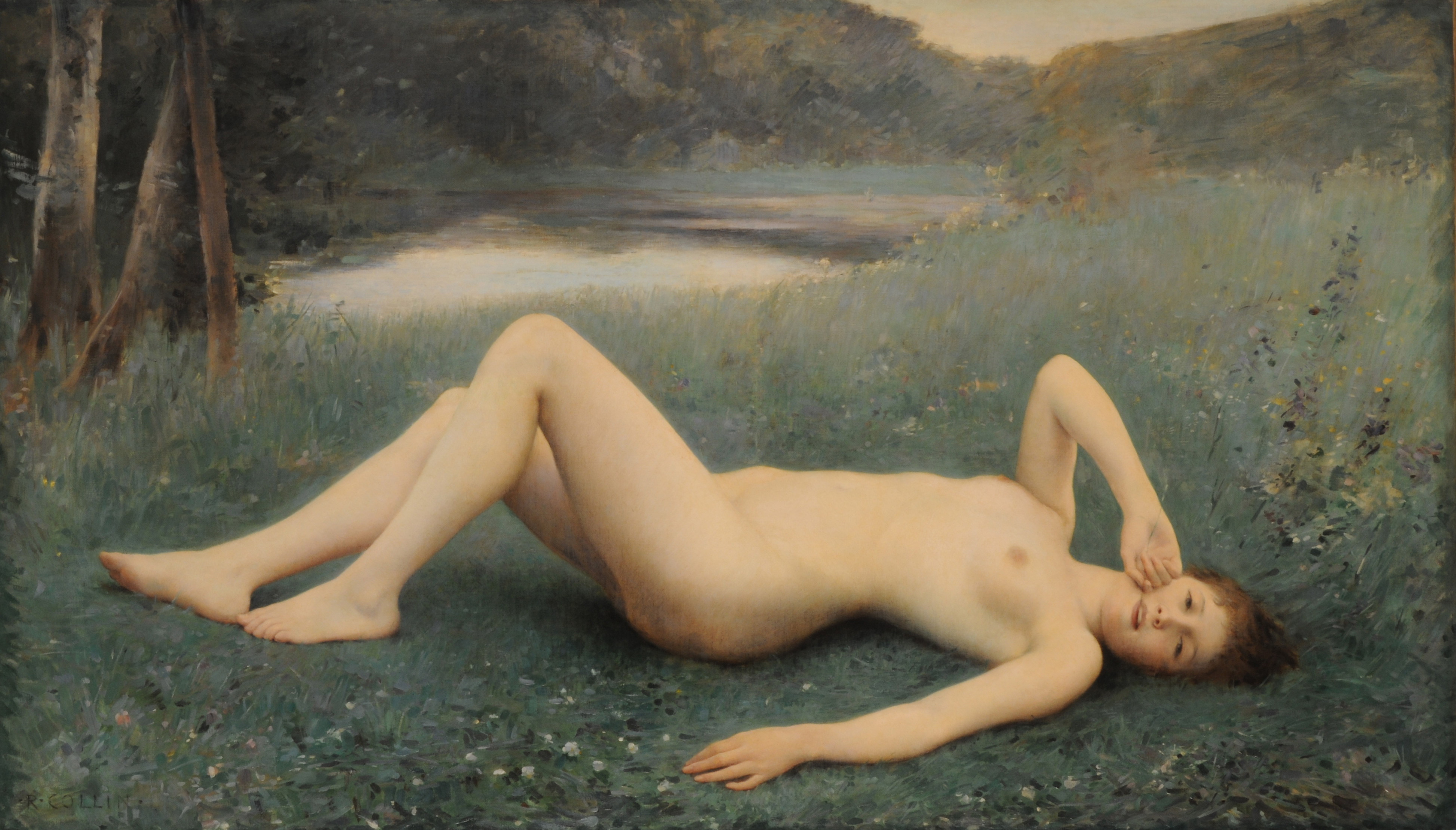
Floréal, 1886, Huile sur toile, Dim. : H. 1,10 m ; L. 1,85 m. H : 1,35 m ; L : 2,15 m (avec cadre), S.b.g. : R. COLLIN 1886,  musée des Beaux-Arts d'Arras[d].
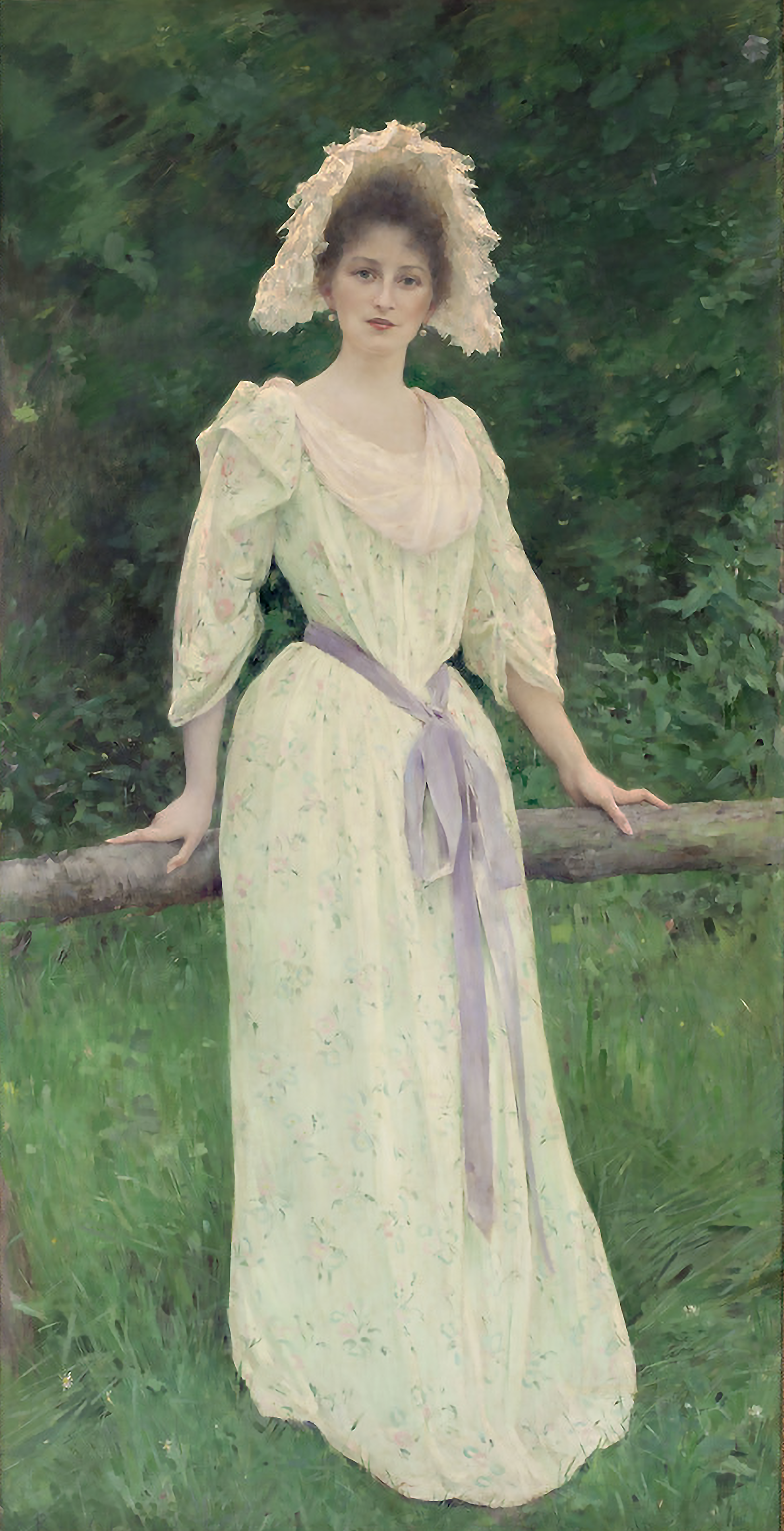
Portrait de Madame Blondeau, Salon de 1892, huile sur toile, 205 × 107 cm, Fond Municipal d'Art Contemporain, Paris, France[e].
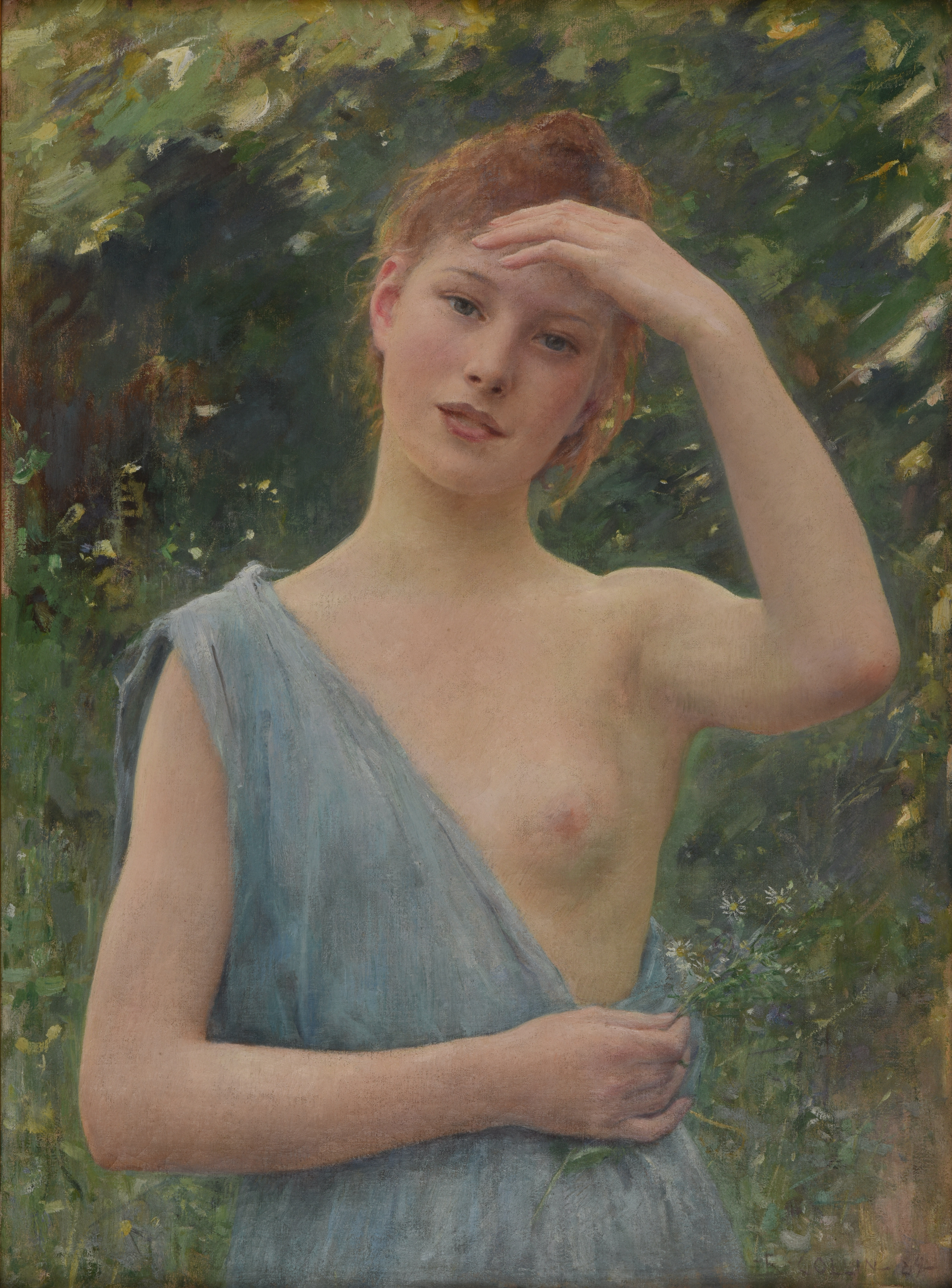
Adolescence, Salon de 1890, huile sur toile, 81,4 × 60 cm, Musée des Beaux-arts de Reims, France[f].
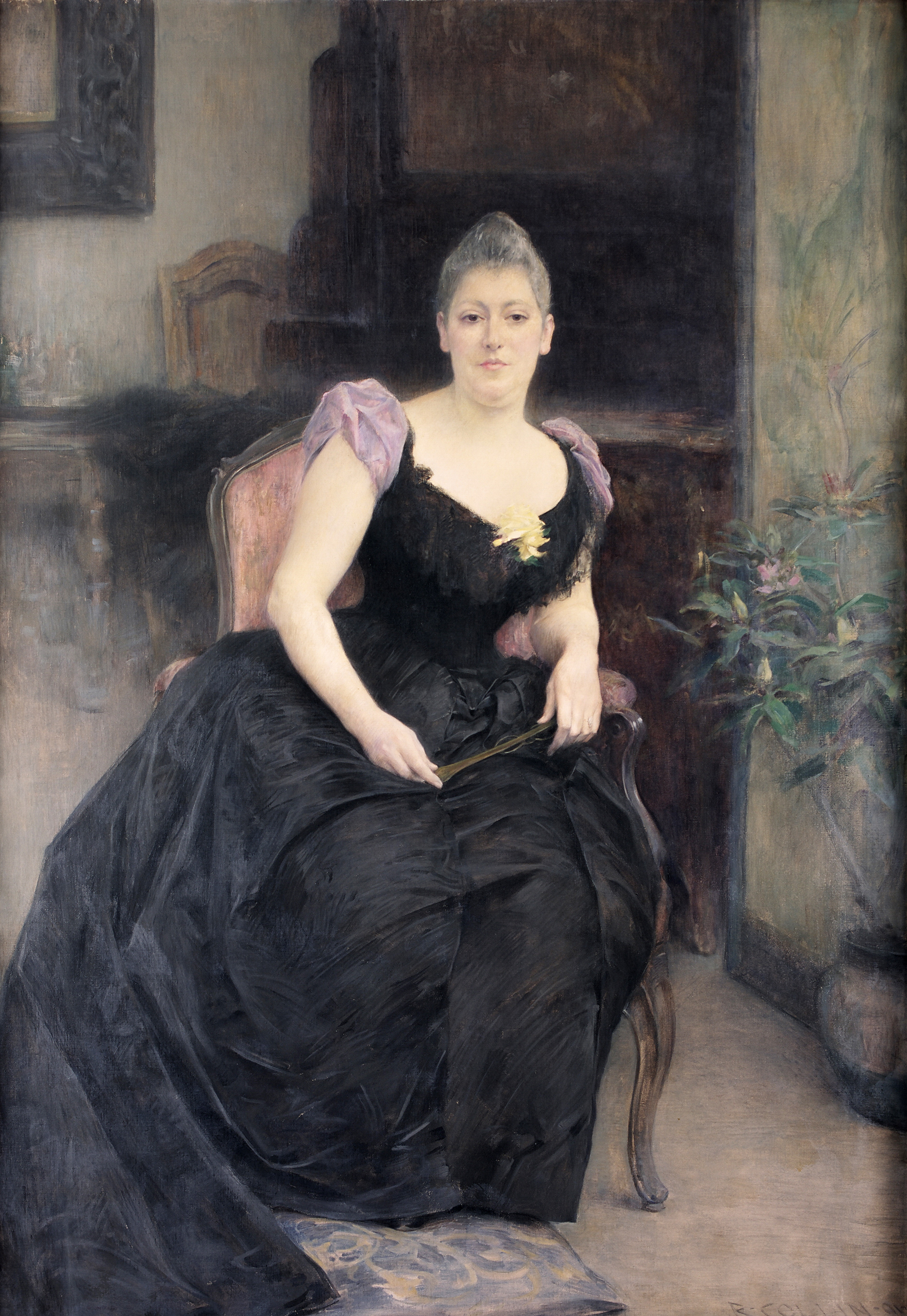
Portrait de Madame Dreyfus, 1891, 188 × 130 cm, huile sur toile, Musée des Beaux-Arts de Brest.
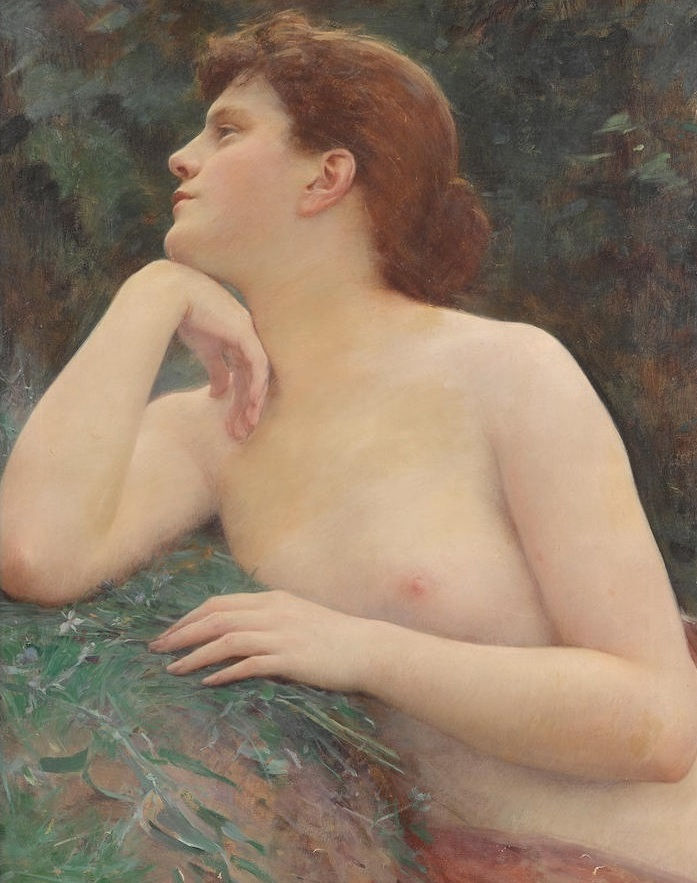
La Poésie, Salon de 1893, huile sur toile, panneau décoratif pour le Salon des Lettres à l'Hôtel de Ville de Paris, France[g]
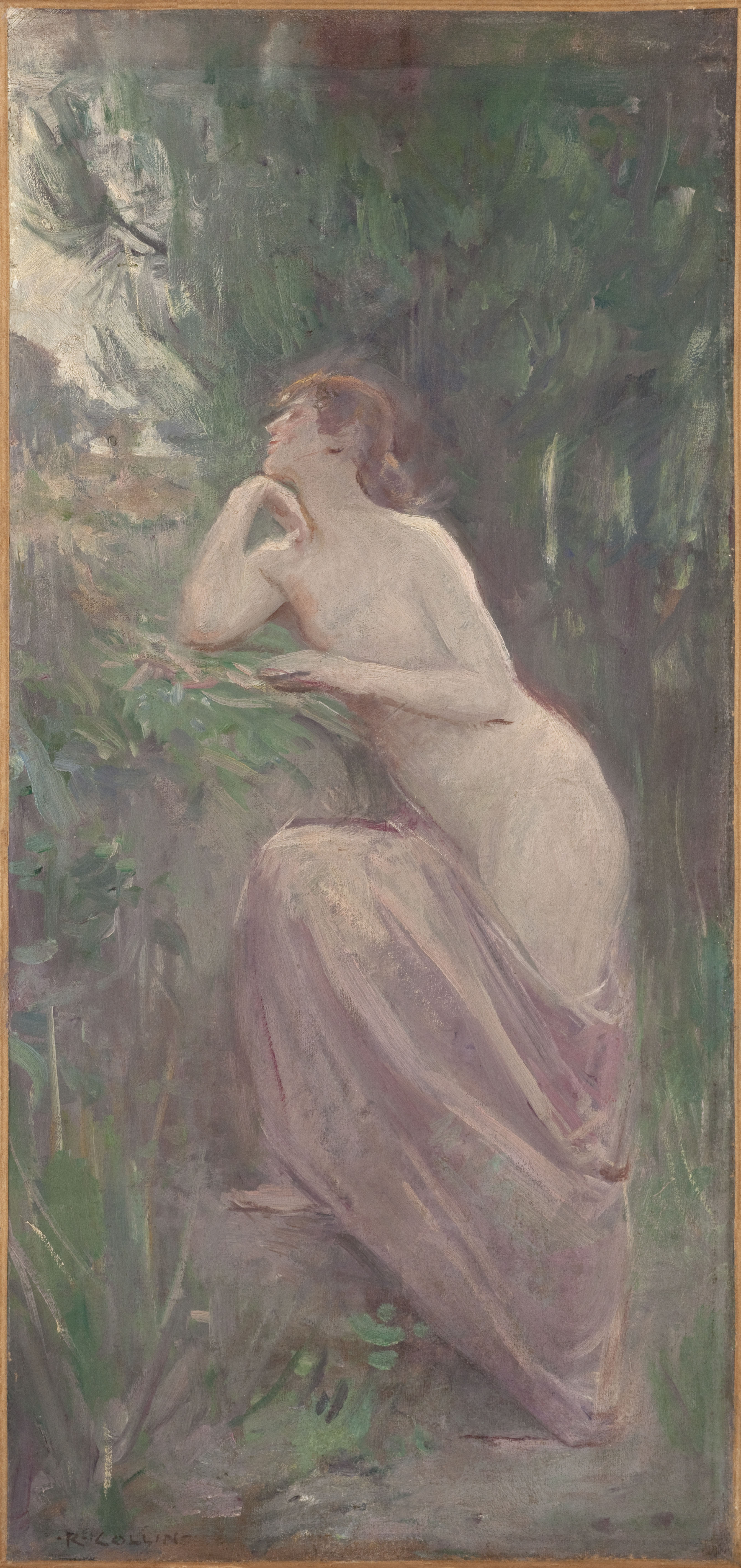
Esquisse de La Poésie, avant 1893, huile sur toile, 54,3 × 25,7 cm, S.b.g. : "R. Collin", Petit Palais, musée des Beaux-arts de la Ville de Paris[h].
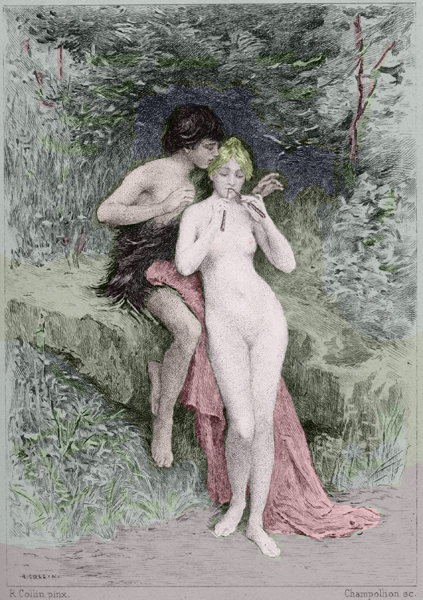
Illustration pour Daphnis et Chloé (1890).
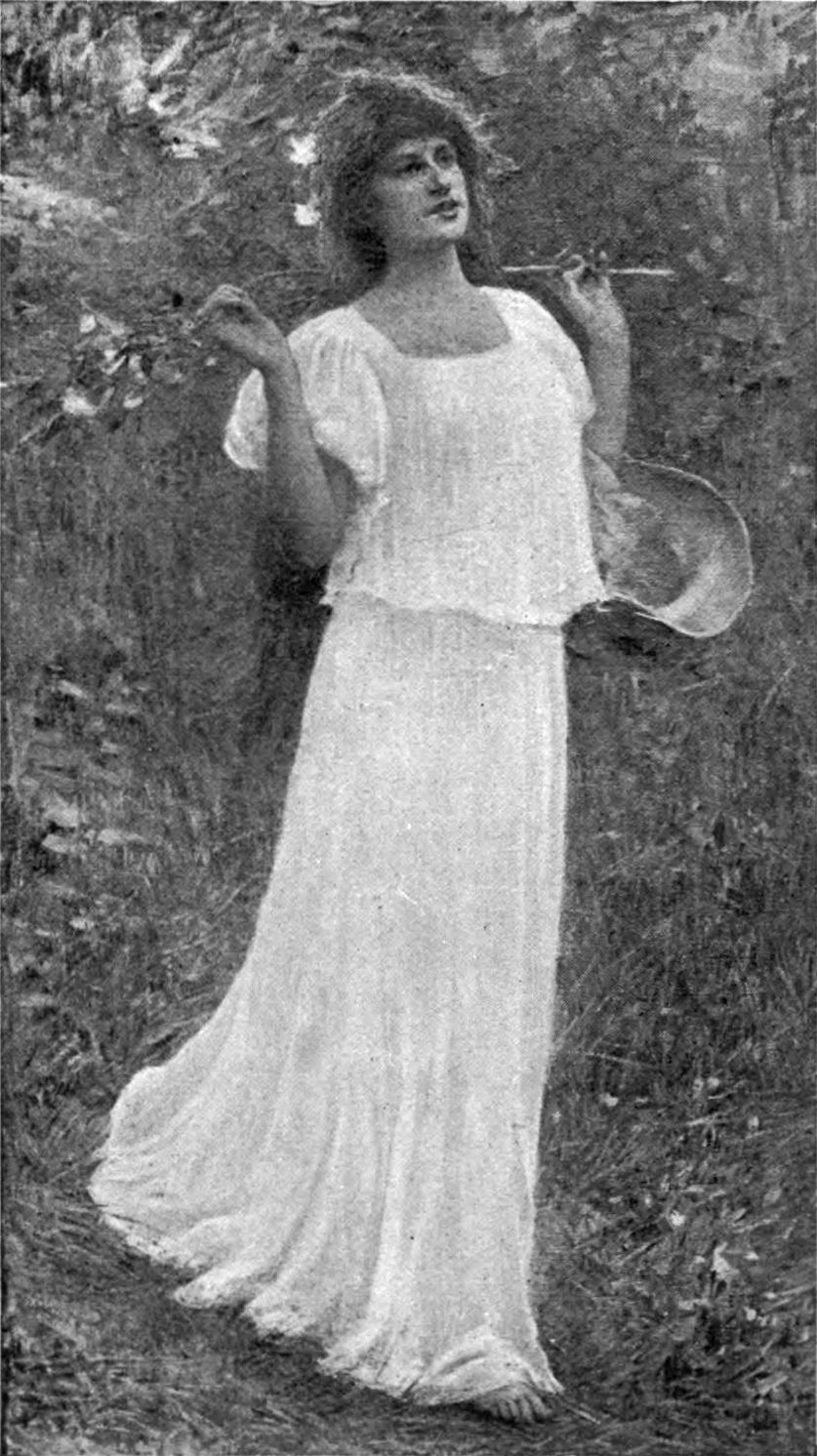
La Chanson Légère, Paris, Opéra comique.

## Distinctions
- Chevalier de l'ordre de Saint-Michel (royaume de Bavière).
- Chevalier de la Légion d’Honneur en 1884.
- Officier de la Légion d’Honneur en 1899.
- Membre du jury et hors concours au Salon de la Société des artistes français et à l’Exposition universelle de 1900
- Membre du Conseil Supérieur des Beaux-Arts en 1904
- Membre de l’Institut en 1909
- Chef d’atelier à l’École des Beaux-Arts en 1911.
- Directeur de l’Enseignement du dessin
- Président des artistes de la Seine
- Officier de l’Ordre du Soleil Levant du Japon.

Pour consulter l'ensemble des documents relatifs à ses décorations, nous invitons les lecteurs à consulter la base de données Léonore des Archives Nationales : Archives Nationales. LH//569/97. Notice nº  L0569097

## Élèves
- Georges Binet (1865-1949)
- Raphaël-Albert Broyelle (1882-1952)
- Caroline Callahan (1866-1959)
- Pierre-Henri Ducos de La Haille (1889-1972), prix de Rome en peinture de 1922.
- Marguerite Delorme (1876-1946), en 1890-1895 à l'Académie Vitti.
- Florence Esté (1859-1926).
- Georges Gasté (1869-1910).
- Jeanne Louise Jacoutot-Mahudez (1876-1956).
- Charles-Boris de Jankowski.
- Keiichirô Kume (1866-1934).
- Seiki Kuroda (1866-1924).
- Maurice Sébastien Laurent (1887-1973).
- Georges Le Meilleur (1861-1945).
- René Longa (1878-1950).
- Maurice Guy-Loë (1898-1991).
- Gabriel Moiselet (1885-1961), entre 1906 et 1914[16].
- Stanisław Poraj-Pstrokoński (1871-1954).
- Okada Saburōsuke (1869-1939).
- Victorine Rehm.
- Marie Rehm, en 1923.
- Ella-E. Richards, en 1900.
- Léon Sabatier (1891-1965)
- Urbana Marguerite Samaran (1852-1934)
- Maurice Tastemain (1878-1944).
- Joan Brull Vinyoles (1863–1912).
- Wada Eisaku (en) (1874-1959).